# Maison dite Bossu
Pour les articles homonymes, voir Bossu (homonymie).
La maison dite Bossu est une maison remarquable de l'île de La Réunion, département et région d'outre-mer français dans le sud-ouest de l'océan Indien, œuvre de l'architecte français Jean Bossu en 1968. Située sur la route du Brûlé au 66, route des Bambous, à Saint-Denis, elle est inscrite à l'inventaire supplémentaire des Monuments historiques depuis le 12 janvier 2006,.

## Histoire
Conçue en 1968 pour Issop Mohamed Patel, gérant de société, cette maison terminée en 1972 est caractéristique de la dernière période de l'agence Bossu à La Réunion, au moment où le langage de l'architecture est affranchi du fonctionnalisme. La construction d'origine était en béton banché apparent.